# Собственная информация

Собственная информация дискретных равномерных распределений с двумя, тремя и десятью состояниями.
Единица измерения «нат» — горизонтальная зелёная линия, риски слева — логарифмы натуральных чисел.

Собственная информация — статистическая функция дискретной случайной величины.
Собственная информация сама является случайной величиной, которую следует отличать от её среднего значения — информационной энтропии.
Для случайной величины {\displaystyle X}, имеющей конечное число значений:
{\displaystyle P_{X}(x_{i})=p_{i},\quad p_{i}\geqslant 0,i=1,2,\dots ,M,\quad \sum _{i=1}^{M}p_{i}=1}
собственная информация определяется как
{\displaystyle I(x_{i})=-\log P_{X}(x_{i}).}
Единицы измерения информации зависят от основания логарифма. В случае логарифма с основанием 2 единицей измерения является бит, если используется натуральный логарифм — то нат, если десятичный — то хартли.
| Основание логарифма | Единица измерения | Количество информации о падении монеты «орлом» вверх            |
| ------------------- | ----------------- | --------------------------------------------------------------- |
| 2                   | бит               | {\displaystyle -\log _{2}(1/2)=\log _{2}2=1} бит                |
| e                   | нат               | {\displaystyle -\ln(1/2)=\ln 2\approx 0,69} ната                |
| 10                  | хартли            | {\displaystyle -\log _{10}(1/2)=\log _{10}2\approx 0,30} хартли |

Собственную информацию можно понимать как «меру неожиданности» события — чем меньше вероятность события, тем больше информации оно содержит.

## Свойства собственной информации
1. Неотрицательность: {\displaystyle I(x)\geqslant 0}. {\displaystyle I(x)=0} при {\displaystyle p(x)=1}, т. е. предопределённый факт никакой информации не несёт.
2. Монотонность: {\displaystyle I(x_{1})>I(x_{2})}, если {\displaystyle p(x_{1})<p(x_{2})}.
3. Аддитивность: для независимых {\displaystyle x_{1},\dots ,x_{M}} справедливо {\displaystyle I(x_{1},\dots ,x_{M})=\sum _{i=1}^{M}I(x_{i})}.